# 3352 МакАуліффе
3352 МакАуліффе (3352 McAuliffe) — астероїд головного поясу, відкритий 6 лютого 1981 року.
Тіссеранів параметр щодо Юпітера — 3,882.